# St. Pankratius (Südkirchen)

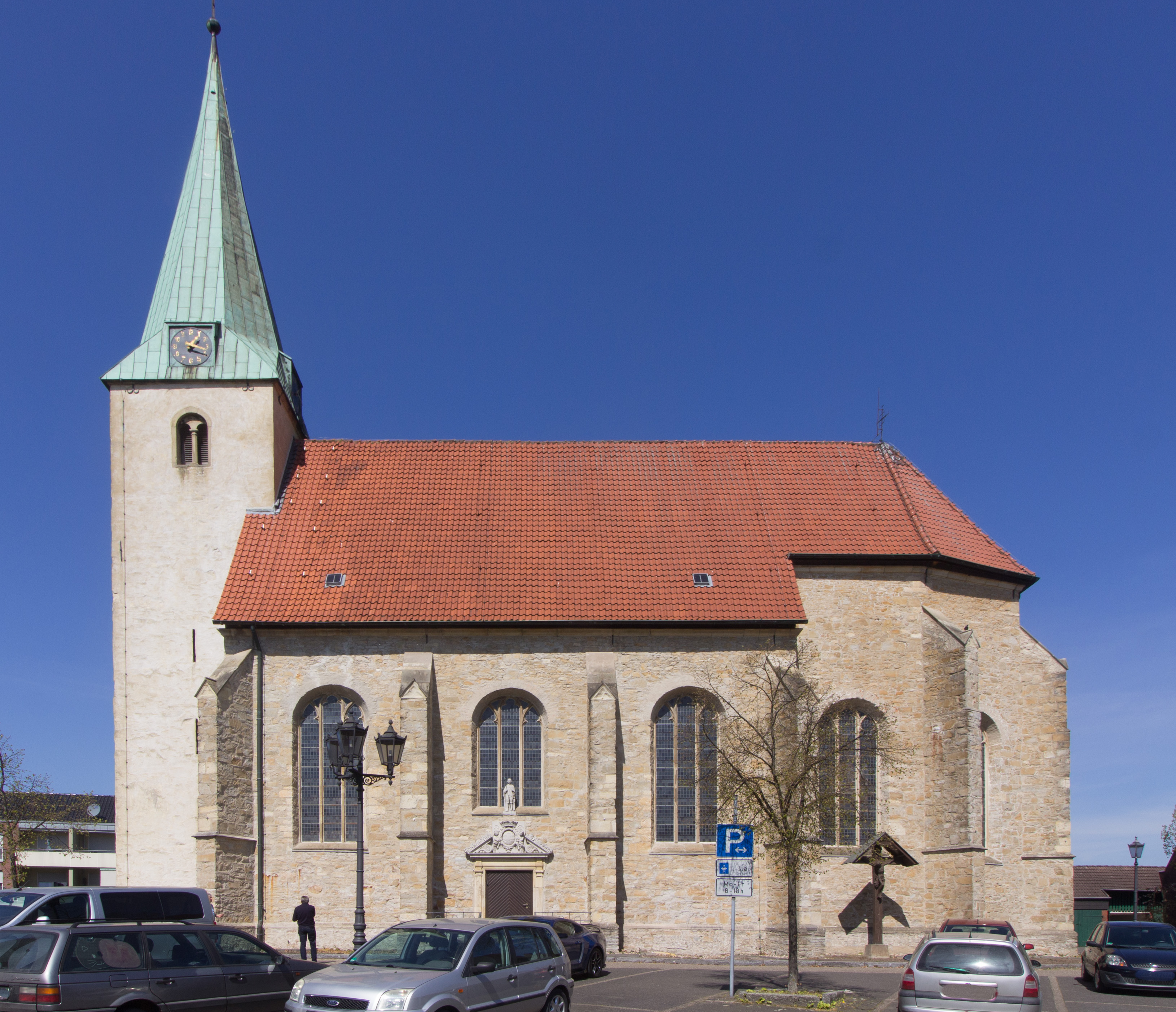
Pfarrkirche St. Pankratius von Süden, Alte Kirche

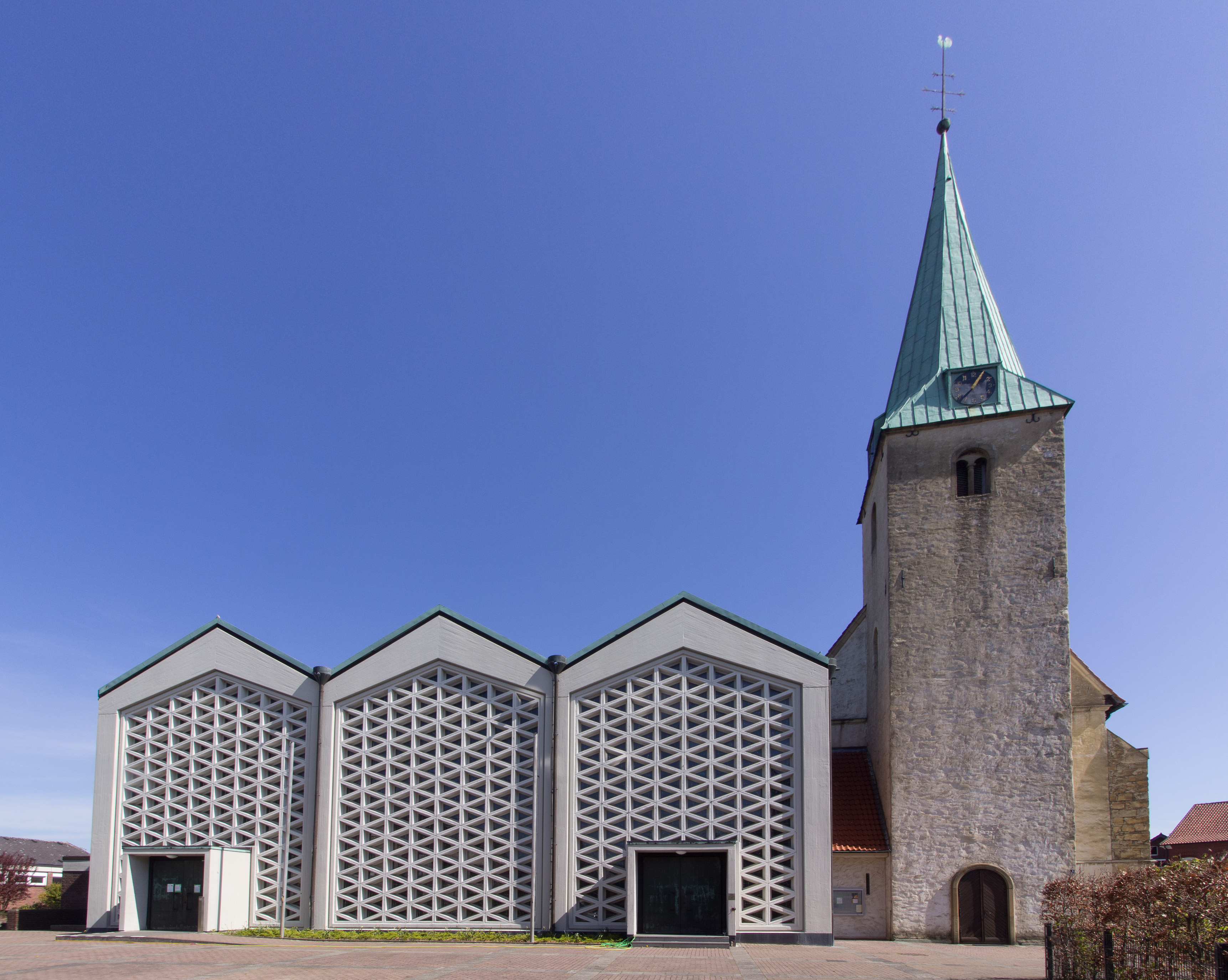
Pfarrkirche St. Pankratius von Westen, Neue Kirche

Die katholische Pfarrkirche St. Pankratius ist ein denkmalgeschütztes Kirchengebäude in Südkirchen, einem Ortsteil von Nordkirchen im Kreis Coesfeld (Nordrhein-Westfalen).

## Geschichte und Architektur
Die Pfarre wurde von 1022 bis 1023 gegründet. Die dreijochige Saalkirche wurde von 1691 bis 1694 mit Unterstützung des Fürstbischofs Friedrich Christian von Plettenberg in Bruchstein mit eingezogenem 5/8-Schluss errichtet. Der Westturm ist im Kern romanisch. Der Außenbau ist durch Strebepfeiler und zwei- und dreibahnige Fenster mit einfachem Maßwerk gegliedert. In die sehr kurzen Joche wurden Kreuzrippengewölbe eingezogen. Das stark restaurierte Wappenfenster des Fürstbischofs ist mit 1694 bezeichnet.
Von 1965 bis 1966 wurde an der Nordseite von Bernhard Kösters und Herbert Balke ein großer Kirchenanbau angefügt, die so genannte Neue Pfarrkirche. Der Neubau wurde von dem Münsteraner Weihbischof Heinrich Baaken am Mittwoch, dem 16. November 1967 geweiht.

## Ausstattung
- Der Hochaltar aus Holz wurde in der ersten Hälfte des 18. Jahrhunderts angefertigt.
- Die Kreuzigung stammt vom Ende des 19. Jahrhunderts.
- Der Seitenaltar aus Holz zeigt ein Gemälde von Anton Joseph Stratmann mit der Darstellung der Maria Immaculata.
- Die Heiligenfiguren des Lambertus und des Nepomuk wurden um 1785 geschaffen.
- Im Auszug steht eine Figur des Hl. Joseph vom Ende des 19. Jahrhunderts
- Die Holzkanzel wurde am Anfang des 19. Jahrhunderts eingebaut.
- Das Orgelgehäuse wurde wohl um 1780 von einem Mitglied der Familie Heilmann aus Herbern aufgebaut.
- Im Neubau steht ein spätromanischer Taufstein des Bentheimer Typs, er stammt vom zweiten Viertel des 13. Jahrhunderts.
- Die Anna selbdritt aus Stein wurde um 1540 von Johann Brabender geschaffen.
- Im Pfarrhaus steht eine qualitätsvolle Holzfigur des Coelinus aus der Zeit um 1500.
- Die vier Bronzeglocken erklingen in e', g', a' und h' und wurden 1949 bei Petit & Gebr. Edelbrock in Gescher gegossen.